# Aleksej Selin
Aleksej Selin (in russo Алексей Селин?; 7 luglio 1979) è uno schermidore russo.

## Biografia
Nei campionati mondiali di scherma ha conquistato una medaglia d'oro a L'Avana nel 2003 e una medaglia d'argento a Lisbona nel 2002, nella gara di spada a squadre.

## Palmarès
In carriera ha conseguito i seguenti risultati:
- Mondiali di scherma

Lisbona 2002: argento nella spada a squadre.
L'Avana 2003: oro nella spada a squadre.